# Vojvodina Ferrara
Vojvodina Ferrara (italijansko Ducato di Ferrara) je bila suverena država v današnji severni Italiji. Zavzemala je približno 1100 km² ozemlja južno od reke Pad v dolini spodnjega toka reke Reno vključno z mestom Ferrara. Kot vazali Svetega rimskega cesarstva so območje od leta 1146 obvladovali člani rodbine Este.
Leta 1471 je bilo ozemlje iz cesarstva preneseno v Papeško državo. Borsa d'Esteja, ki je bil že vojvoda Modene in Reggia, je papež Pavel II. imenoval za vojvodo Ferrare. Borso in njegovi nasledniki so vladali Ferrari kot suvereni državi do leta 1597, ko je prišla pod neposredno papeško oblast.

## Ozadje
Izvor Ferrare je negotov. Verjetno so jo naselili prebivalci lagun pri ustju reke Pad. Našli so dve zgodnji središči poseljenosti: eno je okrog stolnice, [1] drugo, bizantinska hiša (castrum bizantino), je v okrožju San Pietro, na nasprotni obali, kjer se Primaro izliva v kanal Volano. Ferrara je prvič omenjena v dokumentu langobardskega kralja Deziderija leta 753 [2] kot mesto, ki je bilo del eksarhata Ravena. Deziderij je leta 757 prisegel za ducatus ferrariae ("vojvodino Ferrara") papežu Štefanu II.

## Srednji vek
Leta 984 je Ferraro dobil kot fevd Tedaldo, grof Modene in Canossa, nečak cesarja Otona I. Ferrara je postala neodvisna, toda leta 1101 jo je oblegala in prevzela Matilda  Toskanska. V tem času so jo večinoma obvladovale številne velike družine, med njimi pomembna družina Adelardi (ali Aleardi).
Leta 1146 je umrl Guglielmo II. Adelardi, zadnji iz rodbine Adelardi, in njegova posest je kot dota njegove nečakinje Marcheselle prešla na Obizza I. iz rodbine Este. Med novo nastalo družino in ugledno družino Salinguerra je vladalo sovraštvo, vendar se je po precejšnjih bojih Azzo VII. iz Este leta 1242 ustoličil kot dosmrtni podesta. Leta 1259 je Azzo v bitki premagal Ezzelina III. da Romano iz Verone. Nasledil ga je Azzov vnuk Obizzo II. (1264–1293) in leta 1264 postal dosmrtni vladar  mesta Ferrara.
Rodbina Este se je preselila v Ferraro. Obizzo je leta 1288 postal še gospodar bližnje Modene in leta 1289 Reggia.
Niccolò III. (1393–1441) je izjemno veličastno sprejel nekaj papežev, še posebej Evgena IV., ki je tam leta 1438 vodil koncil. Leta 1452 je cesar Friderik III. dodelil Niccolovemu sinu in nasledniku Borsu cesarski fevd Modena in Reggio  (tega leta se je v Ferrari rodil Girolamo Savonarola). Leta 1471 je bila Ferrara uradno priznana kot fevd Papeške države, Borso pa je postal vojvoda Ferrara. Ercole I. (1471–1505) je nadaljeval vojno z Benetkami in povečal veličastnost mesta.

## Renesansa
Ercole I. Este je bil eden najpomembnejših pokroviteljev umetnosti v poznem 15. in zgodnjem 16. stoletju v Italiji po Medičejcih. Med svojim vladanjem je Ferrara postala kulturno središče, znana tudi po glasbi in vizualni umetnosti. Slikarji so vzpostavili povezave s flamskimi umetniki in njihovimi tehnikami ter izmenjavali vplive v barvah in izbiri kompozicije.
Skladatelji so prišli v Ferraro iz številnih delov Evrope, zlasti iz Francije in Flandrije. Josquin des Prez je delal za vojvodo Ercola (zanj je napisal mašo Hercules dux Ferrariæ). Jacob Obrecht je dvakrat prišel v Ferraro (in umrl med izbruhom kuge leta 1505). Antoine Brumel je bil glavni dvorni glasbenik od leta 1505. Alfonso I., Ercolov sin, je bil tudi pomemben pokrovitelj; njegov odnos do instrumentalne glasbe je omogočil, da je Ferrara postala pomembno središče komponiranja za lutnjo.
Arhitektura Ferrare je izkoristila genija Biagia Rossettija, ki ga je leta 1484 pozval Ercole I., da bi preoblikoval načrt mesta. Rezultat Addizione Erculea je med najpomembnejšimi in najlepšimi primeri urbanističnega načrtovanja renesanse in je prispeval k izbiri Ferrare kot območja Unescove svetovne dediščine.
Alfonso se je poročil z zloglasno Lukrecijo Borgia in z uspehom nadaljeval vojno z Benetkami. Leta 1509 ga je izobčil papež Julij II. in leta 1512 je premagal papeško vojsko, ko je branil Ravenno (Gaston de Foix je padel v tej bitki kot Alfonsov zaveznik). Lukrecija je skupaj z drugimi člani rodbine Este pokopana v samostanu svetega Rešnjega telesa (Corpus Domini).
Alfonso je sklenil mir z naslednjimi papeži. Od leta 1518 naprej je bil pokrovitelj  Ludovica Ariosta. Njegov sin Ercole II. se je poročil s hčerko Ludvika XII. Renée iz Francije. Tudi med njegovo vladavino (1534–1559) so krasili Ferraro.
Njegov sin Alfonso II. se je poročil z Lukrecijo, hčerko velikega vojvode Cosima I. iz Toskane, potem Barbaro Avstrijsko, sestro cesarja  Maksimilijana II. in končno Margherito Gonzaga, hčerko vojvode iz Mantove. Dvignil je slavo Ferrare na najvišjo točko in bil pokrovitelj Tassa, Guarinija in Cremoninija ter dajal prednost umetnosti in znanosti. Med vladanjem Alfonsa II. je Ferrara ponovno razvila razkošen dvor z veličastno glasbeno ustanovo, ki je v Italiji tekmovala samo s sosednjim mestom Benetke in tradicionalnimi glasbenimi centri, kot so Rim, Firence in Milano. Skladatelji, kot so Luzzasco Luzzaschi, Lodovico Agostini in kasneje Carlo Gesualdo, so predstavljali avantgardistično težnjo skladateljev, ki so pisali za nadarjene virtuozne izvajalce, med njimi za concerto di donne – za tri virtuozne ženske pevke: Laura Peverara, Anna Guarini in Livia d'Arco. Vincenzo Galilei, glasbeni teoretik, je hvalil delo Luzzaschija in Girolama Frescobaldija, ki je študiral z njim.
Mesto je leta 1570 močno prizadel potres.
Ko je Alfonso leta 1597 umrl, ni imel zakonitega moškega dediča. Posesti je podedoval Alfonsov bratranec Cesare d'Este, vendar pa papež Klemen VIII. zapuščine ni priznal. Ferrara je bila nezaseden papežev fevd. Rodbina Este je obdržala Modeno in Reggio, ki so ju imeli do 1796, razen kratkih vmesnih obdobij.

## Grofje Este v Ferrari, Modeni in Reggiu
- Obizzo II. d'Este 1264–1293
- Azzo VIII. 1293–1308
- Aldobrandino II. 1308–1326
- Obizzo III. 1317–1352
- Niccolò I. 1317–1335
- Aldobrandino III. 1335–1361
- Niccolò II. 1361–1388
- Alberto 1388–1393
- Niccolò III. 1393–1441
- Leonello 1441–1450

## Vojvode Este v Ferrari, Modeni in Reggiu
- Borso 1450–1471 (vojvoda Modene in Reggia od 1452, vojvoda Ferrare od 1471)
- Ercole I. 1471–1505
- Alfonso I. 1505–1534
- Ercole II. 1534–1559
- Alfonso II. 1559–1597 
  - 1597 – prešla v Papeško državo